# Trentepohlia dummeri
Trentepohlia dummeri är en tvåvingeart som beskrevs av Alexander 1921. Trentepohlia dummeri ingår i släktet Trentepohlia och familjen småharkrankar.
Artens utbredningsområde är Uganda. Inga underarter finns listade i Catalogue of Life.